# Deutsche Fußballmeisterschaft der B-Juniorinnen 2011/12
Die deutsche Fußballmeisterschaft der B-Juniorinnen 2012 war die 13. und gleichzeitig letzte Auflage dieses Wettbewerbes vor Einführung der U-17-Juniorinnen-Bundesliga. Als amtierender Deutscher Meister ging der 1. FFC Turbine Potsdam in die Endrunde und erreichte schließlich das Finale, in welchem es zur Neuauflage des Finals von 2010 kam. Dabei gewann die TSG 1899 Hoffenheim durch einen 3:1-Sieg erstmals den wichtigsten Titel im deutschen Mädchenfußball.

## Teilnehmende Mannschaften
Für die Endrunde qualifizierten sich die Sieger der fünf Meisterschaftswettbewerbe der Regionalverbände des Deutschen Fußball-Bundes sowie die Zweitplatzierten der Wettbewerbe des nordostdeutschen, des süddeutschen und des westdeutschen Regionalverbandes.
| Regionalverband Nord | Regionalverband Nordost                | Regionalverband Süd                      | Regionalverband Südwest | Regionalverband West                     |
| - SV Werder Bremen   | - FF USV Jena - 1. FFC Turbine Potsdam | - 1. FFC Frankfurt - TSG 1899 Hoffenheim | - 1. FC Saarbrücken     | - FSV Gütersloh 2009 - FCR 2001 Duisburg |

## Spielergebnisse

### Gruppenspiele

#### Gruppe Sachsen
| Pl. | Verein                 | Sp. | S | U | N | Tore    | Diff. | Punkte |
| --- | ---------------------- | --- | - | - | - | ------- | ----- | ------ |
| 1.  | 1. FFC Turbine Potsdam | 3   | 3 | 0 | 0 | 010:200 | +8    | 09     |
| 2.  | 1. FFC Frankfurt       | 3   | 2 | 0 | 1 | 003:200 | +1    | 06     |
| 3.  | SV Werder Bremen       | 3   | 1 | 0 | 2 | 001:400 | −3    | 03     |
| 4.  | FCR 2001 Duisburg      | 3   | 0 | 0 | 3 | 003:900 | −6    | 0      |

|                                            |   |                        |     |
| 1. Juni 2012, Sportschule Leipzig, Leipzig |   |                        |     |
| 1. FFC Frankfurt                           | – | SV Werder Bremen       | 1:0 |
| 1. FFC Turbine Potsdam                     | – | FCR 2001 Duisburg      | 6:2 |
| 2. Juni 2012, Sportschule Leipzig, Leipzig |   |                        |     |
| 1. FFC Frankfurt                           | – | 1. FFC Turbine Potsdam | 0:1 |
| SV Werder Bremen                           | – | FCR 2001 Duisburg      | 1:0 |
| 3. Juni 2012, Sportschule Leipzig, Leipzig |   |                        |     |
| FCR 2001 Duisburg                          | – | 1. FFC Frankfurt       | 1:2 |
| SV Werder Bremen                           | – | 1. FFC Turbine Potsdam | 0:3 |

#### Gruppe Westfalen
| Pl. | Verein              | Sp. | S | U | N | Tore    | Diff. | Punkte |
| --- | ------------------- | --- | - | - | - | ------- | ----- | ------ |
| 1.  | TSG 1899 Hoffenheim | 3   | 2 | 1 | 0 | 004:100 | +3    | 07     |
| 2.  | FSV Gütersloh 2009  | 3   | 1 | 2 | 0 | 004:300 | +1    | 05     |
| 3.  | FF USV Jena         | 3   | 0 | 3 | 0 | 003:500 | −2    | 03     |
| 4.  | 1. FC Saarbrücken   | 3   | 0 | 1 | 2 | 002:400 | −2    | 01     |

|                                          |   |                     |     |
| 1. Juni 2012, Sportanlage Papenloh, Hamm |   |                     |     |
| TSG 1899 Hoffenheim                      | – | 1. FC Saarbrücken   | 1:0 |
| FSV Gütersloh 2009                       | – | FF USV Jena         | 2:1 |
| 2. Juni 2012, EVORA Arena, Hamm          |   |                     |     |
| TSG 1899 Hoffenheim                      | – | FSV Gütersloh 2009  | 1:1 |
| 1. FC Saarbrücken                        | – | FF USV Jena         | 1:2 |
| 3. Juni 2012, Sportanlage Papenloh, Hamm |   |                     |     |
| FF USV Jena                              | – | TSG 1899 Hoffenheim | 0:2 |
| 3. Juni 2012, EVORA Arena, Hamm          |   |                     |     |
| 1. FC Saarbrücken                        | – | FSV Gütersloh 2009  | 1:1 |

### Finale
| Paarung                | TSG 1899 Hoffenheim – 1. FFC Turbine Potsdam |
| Ergebnis               | 3:1 (3:0) |
| Datum                  | 10. Juni 2012 um 11:00 Uhr |
| Stadion                | Dietmar-Hopp-Stadion, Sinsheim |
| Zuschauer              | 853 |
| Schiedsrichterin       | Kathrin Heimann (Gladbeck) |
| Tore                   | 1:0 Janina Meißner (19.) 2:0 Lisa Eiberger (27.) 3:0 Judith Steinert (31.) 3:1 Nina Fischer (80.+1') |
| TSG 1899 Hoffenheim    | Nicole Vuk – Jana Rippberger, Lisa Eiberger, Kerstin Bogenschütz, Kristina Joisten (67. Laureen Deckenbach) – Lena Weiss, Selina Häfele – Laura Bertsch (74. Jennifer Schlee), Janina Meißner, Tessa Siller (49. Tabea Waßmuth) – Judith Steinert (49. Stefanie Zinner) Cheftrainer: Frank Fürniß |
| 1. FFC Turbine Potsdam | Maja Oesker – Felicitas Rauch, Hoa-Ina Tran, Jeanine Stöfhas, Jaqueline Borucki (33. Theresa Baum) – Wibke Meister, Cheyenne Ostermann, Laura Erdmann (33. Laura Schulze), Rieka Windisch – Lara Junge (55. Nina Fischer), Venus El-Kassem Cheftrainer: Sven Wiegang                              |